# Lenkupie
Lenkupie (niem. Lengkupchen, 1938–1945 Lengenfließ) – wieś w Polsce położona w województwie warmińsko-mazurskim, w powiecie gołdapskim, w gminie Dubeninki.
W latach 1975–1998 miejscowość administracyjnie należała do województwa suwalskiego.